# The Show Must Go On (2010.)
The Show Must Go On, hrvatska znanstveno-fantastična filmska drama iz 2010. godine, čiji je scenarist i redatelj Nevio Marasović. U glavnim su ulogama Sven Medvešek i Nataša Dorčić. Radnja filma odvija se u Hrvatskoj u bliskoj budućnosti, u kojoj su EU i SAD na rubu rata s neodređenim „istočnim savezom”. 
Bivši supružnici (Sven Medvešek i Nataša Dorčić) sada rade za konkurentske televizijske kuće, i prema političkoj krizi imaju posve oprečan odnos. Ona je angažirana novinarka i vodi političku razgovornu emisiju, a on upravo započinje reality show „Housed”, koji traje 180 dana tijekom kojih šest ljubavnih parova boravi u kući izgrađenoj za tu priliku. Zaplet počinje u trenutku kada tijekom showa vani započne svjetski rat, koji za kratko vrijeme pretvara cijelu Europu u bojno polje. Filip Dogan usmjerava sve svoje napore kako bi očuvao natjecatelje od istine o vanjskomu svijetu, u početku zbog čiste ambicije prema ostvarenju većih rezultata gledanosti, a kasnije zbog emocionalne vezanosti.

## Radnja
Priča o borbi za gledanost i karijeru na račun obiteljskoga života i brige  bivših bračnih drugova (Sven Medvešek kao Filip Dogan i Nataša Dorčić kao Helena Dogan) za sinčića dobiva novu dimenziju kada, sedam godina po stupanju Hrvatske u EU, započne svjetski rat u kojem je Hrvatska izravno napadnuta. 
Filip isprva posve zanemaruje ratnu prijetnju, unatoč stalnim upozorenjima svoje bivše supruge Helene, voditeljice vrlo popularne informativne emisije na televizijskom kanalu koji se zove Euro TV. Nakon početnih slabašnih ratinga, show postupno počinje imati sve veću gledanost, te mu se Filip potpuno posvećuje, često zanemarujući obveze prema šestogodišnjem sinu Patriku, zbog čega redovno izbijaju žestoke svađe s Helenom. No, nakon nekog vremena Filipu postane jasno da opasnost više ne može zanemarivati.

## Glumci

### U glavnim ulogama
- Sven Medvešek kao Filip Dogan
- Nataša Dorčić kao Helena Dogan
- Ivana Roščić kao Tanja Hesse
- Filip Juričić kao Daniel
- Amar Bukvić kao Albin
- Josip Vujčić kao Duje
- Lukrecija Brešković kao Lucija Dogan
- Stjepan Perić kao Jan
- Mladen Kovačić kao Roman
- Iva Mihalić kao Natali
- Mirna Medaković kao Tina
- Franka Klarić kao Eva
- Silvio Vovk kao Robi
- Nevio Marasović kao Diego
- Tim Marasović kao Patrik
- Marinko Nikolić - Božo
- Franka Klarić - Eva
- Marina Eva Maletin - Ivana
- Igor Poljanac - Srećko
- Igor Mirković - General Filipović
- Sanja Vejnović - Premijerka Frank
- Ida Prester - Voditeljica Housed showa
- Daniel Vuković - Voditelj Housed showa
- Miran Kurspahić - Voditelj vijesti
- Robert Šantek - Spiker Karlo

### U ostalim ulogama
- Saša Bijelić - Stilist
- David Brajdić - Američki narednik
- Andrej Korovljev - Propovjednik
- Andrej Krvavica - Kradljivac auta
- Gaja Meznaric Osole - Hana
- Nina Petrović – Vanja
- Zoran Vujić – Jadran
- Vladimir Posavec – Arhitekt
- Hrvoje Škurla - Radijski spiker
- Jakov Vilović - Konobar
- Daniel Herak - Voditelj Eurotv vijesti
- Pero Juričić - Gost u studiju
- Tom Vujnović - Gost "Argumenta"
- Javorka Jovančević - Zaposlenica EuroTV-a
- Nenad Marasović - Doktor
- Snježana Marasović - Medicinska sestra
- Niko Fabris - Prolaznik
- Dubravka Gruber – Prolaznica
- Namka Marasović - Prolaznica 2
- Teo Antunović - Prolaznik u Splitu
- Dragana Damjanović - Žena u skloništu
- Kristijan Herak - Dječak u skloništu
- Ivan Karabelj - Čovjek u skloništu
- Damir Rončević - Čovjek u skloništu 2
- Sanja Šternberg - Žena u skloništu 2
- Igor Šugar - Čovjek u skloništu 3
- Zdravka Šugar - Žena u skloništu 3
- Goran Bogdan - Vojnik 1
- Ivan Zadro - Vojnik 2
- Dino Bijelić - Vojnik 3
- Saša Bijelić - Vojnik 4
- Eva Kraljević - Vojnik 5
- Nevio Marasović - Vojnik 6
- Jadran Puharić - Vojnik 7
- Ivan Šarić - Vojnik 8
- Nikola Šimić - Vojnik 9
- Dino Turković - Vojnik 10
- Matija Vasić - Vojnik 11
- Sven Vučić - Vojnik 12
- Josip Vujčić - Vojnik 13

## Nagrade
- Osvojene dvije Zlatne arene (Zlatna arena za najbolji scenarij i Zlatna arena za specijalne efekte)
- Film je dobio nagradu kritike Oktavijan.
- Marasović je dobio Vjesnikovu Brezu za najboljeg debitanta.

## Kritike
Film je dobio većinom pozitivne recenzije kritičara i publike. Na pulskom filmskom festivalu ocjena publike bila je 4,08 smještajući ga na solidno četvrto mjesto među devet filmova.
Na mrežnoj stranici Internet Movie Database film ima ocjenu 6,9 pod radnim nazivom 101. dan.

Igor Saračević, tportal.hr 
"Sve u svemu, 'The Show Must Go On' produkcijski je mali film s hvalevrijedno velikim ambicijama, obećavajući prvijenac autora od kojeg se može očekivati vrlo zanimljiva karijera."

Mladen Šagovac, moj-film.hr
"Jedna lasta ne čini proljeće ali da ima nade za hrvatski film posve je jasno nakon filma Nevija Marasovića. Apokaliptična SF drama koja kombinira moderno reality show društvo i kataklizmu svjetskog sukoba izgleda obećavajuće za hrvatsku kino publiku."

Janko Heidl, filmovi.hr 
"Iako mu manjka fine razrade načetih tema, odnosa i dramskih rukavaca, The Show Must Go On iznimno upečatljivo hvata kadrove Zagreba budućnosti u Zagrebu sadašnjosti (ravnatelj filmske fotografije Damir Kudin, scenografkinja Nina Petrović), snažno (iako prekratko) odzvanja u predočavanju ugođaja usporednosti ratnih strahota (bombe padaju na Zagreb) s prividnim nastavkom neobvezne svakodnevne rutine (Zagrepčani ne odustaju od sjedenja u kafiću), a osobito zadivljuje prvorazrednim računalnim efektima (npr. ratni prizori s eksplozijama i desecima helikoptera) Tomislava Vujnovića i Aleksandra Faragune koji ni mrvicu ne zaostaju za onime što imamo prigodu vidjeti u najnovijim holivudskim filmovima."

Igor Mirković, redatelj
"Kada su me zvali da izgovorim nekoliko replika u filmu “The Show Must Go On”, mislio sam da idem u studentski film. Kada su mi rekli da je to zapravo futuristicki no-budget super-spektakl s gomiletinom specijalnih efekata i animacija, ideja mi se učinila suludom. Kad sam vidio konačni rezultat, shvatio sam da je sve ispalo još mnogo luđe i ambicioznije nego li su najavljivali. Da skratim: premda mi je ovaj film jos jednom ukazao da na svijetu ima puno boljih glumaca od mene, ponosan sam što je mojih nekoliko replika dio jednog od najzanimljivijih debija koji se hrvatskom fimu ikada dogodio."

Gordana Vnuk, umjetnička ravnateljica Eurokaza
"The Show Must Go On je doista osvježenje u našoj filmskoj produkciji. Svojom montažom, brzim ritmom, originalnom pričom i maštovitošću daje dojam kao da se u dosadnjikav i pretenciozan repertoar hrvatskih filmova spustio "vanzemaljac". Nevio Marasović je iznimno talentiran. Jedva čekam njegov sljedeći projekt."

Danilo Šerbedžija, redatelj
"Film Nevia Marasovića “The Show Must Go On” je za mene jedan od svjetlijih momenata novijeg hrvatskog filma. Ući u SF žrvanj s budžetom od 0 kuna mogu samo najhrabriji, a kad je to još pritom redatelju prvi film, u meni izaziva strahopoštovanje. Nevio je uspio napraviti vrlo kvalitetan SF film, napet, brz, pun odličnih efekata, a opet koji nosi i određenu poruku i kritiku današnjeg društva prepunog jeftinog senzacionalizma."

Siniša Mareković, karikaturist
"Dragi prijatelji, pripremite se na iznenađenje - dobili smo domaći filmski hit! Da, da... Gore napisano nije oksimoron. Film "The Show Must Go On" okrenut će vas naglavačke i potpuno vam promijeniti percepciju pojma "domaći film". Radi se o napetom i modernom, punokrvnom blockbusteru u kojem nema razgovora o socijali, ratu, drogi i ostalim teškim temama zbog kojih su domaći filmovi u zadnjih 20-ak godina prešli iz domene komercijalnih u sferu alternativnih projekata koji se snimaju zbog kritike, a ne zbog publike. Ova akcijska SF drama, za koju ćete pomisliti da je izašla iz ruku Jamesa Camerona, a ne jednog skromnog i briljantnog domaćeg redatelja Nevia Marasovića, budi nadu da domaća filmska produkcija ima svijetlu budućnost i da su među nama filmaši zbog kojih ćemo jednog dana ponovno čekati u redovima kako bi pogledali neki domaći filmski uradak, ako nijedan drugi onda barem onaj koji će režirati Nevio. Bravo ekipa!"

## Prikazivanje
Film je premijeru doživio na 57. Pulskom film festivalu koji je i otvorio.
Kao hrvatsku premijeru navodi se prikazivanje filma u Splitu 26. travnja 2011. iako je film već imao dvodnevno prikazivanje u Zagrebu na reviji svjetske i europske kinematografije, Filmomanija. 
Film je dan nakon premijere na Pula film festivalu bio 24 sata u MaxTV videoteci.
Film 28. travnja kreće u redovnu kino-distribuciju u Cinestar, Cineplexx i Movieplex kinima diljem Hrvatske.

## Zanimljivosti
- Redatelj Nevio Marasović scenarij za film napisao je još 2003. godine kao diplomski rad, ali ga je na nagovor profesora Brune Gamulina pretvorio u scenarij za dugometražni film.

- Film je sniman bez potpore HAVC-a i cijela filmska ekipa radila je besplatno. Sve troškove rješavala je produkcijska kuća Copycat d.o.o. koja je u vlasništvu redatelja, a koproducentske kuće bile su Vizije SFT d.o.o.(za posebne efekte) i Pink Noiz d.o.o. (za zvuk).

- Prvi je hrvatski film s isključivo digitalnom distribucijom u Hrvatskoj, a usto ima i najšire otvaranje domaćeg filma u posljednjih 20 godina.